# Монро, Вон
Вон Уилтон Монро (англ. Vaughn Monroe; 7 октября 1911, Акрон, Огайо — 21 мая 1973[…], Стьюарт, Флорида) ― американский баритон-певец, трубач, лидер биг-бэнда, актер и бизнесмен, который был популярен в 1940-1950-х годах. Удостоен двух звезд на Голливудской «Аллее славы».

## Юность
Монро родился в Акроне, штат Огайо, США, 7 октября 1911 года. Он окончил Жаннетскую среднюю школу в Пенсильвании в 1929 году. После окончания школы он поступил в Технологический институт Карнеги, где был активным членом братства Sigma Nu. Монро также посещал консерваторию Новой Англии в течение одного семестра в 1935 году, где обучался вокалу у Кларенса Ширли.

## Карьера
В 1940 году Монро создал свой первый оркестр в Бостоне и стал его главным вокалистом. В том же году он построил ресторан и ночной клуб The Meadows . После прекращения певческой карьеры, он продолжал руководить клубом до самой смерти в 1973 году.
Монро был высок и красив, что помогло ему как лидеру группы и певцу в Голливуде. 
Он работал с лейблом RCA Victor до 1956 года, и его фирменной песней была «Racing With the Moon». К 1952 году она разошлась тиражом более миллиона экземпляров. Среди других его хитов были «In the Still of the Night», «There I Go», «There I've Said It Again», «Let It Snow! Let It Snow! Let It Snow!», «Ballerina», «Время мелодий», «(Ghost) Riders in the Sky: A Cowboy Legend», «Someday (You Will Want Me To Want You)», «Sound Off» и «In the Middle of the House». Он также отказался от возможности записать песню «Rudolph, the Red-Nosed Reindeer».
Монро снимался и в кино, среди них: «Знакомьтесь, люди», «Карнеги-холл», «Поющие пушки» и «Самый крутой человек в Аризоне». Он был соавтором детской книги «Приключения мистера Путта Путта».
Перестав выступать на сцене, он оставался в RCA в течение многих лет в качестве телевизионного представителя, исполнительного директора и скаута. Монро открыл публике певца Нила Седаке. Он был награжден двумя звездами на Голливудской «Аллее славы».
25 июня 2019 года журнал New York Times включил Вона Монро в число сотен музыкальных исполнителей, чьи материалы, как сообщается, были уничтожены во время пожара Universal Studios 2008 года.

## Личная жизнь
2 апреля 1940 года Монро женился на Мэриан Боуман в Джаннетте, штат Пенсильвания, где они познакомились, когда учились в средней школе. Они не встречались в старших классах, но их пути снова пересеклись в Нью-Йорке, спустя годы после окончания школы. У них было двое дочерей, Кэндис (1941 г.р.) и Кристина (1944 г.р.). Они оставались женатыми до самой смерти Вона в 1973 году.

## Смерть
Монро умер 21 мая 1973 года в Мемориальной больнице округа Мартин во Флориде, вскоре после операции на желудке по причине кровоточащей язвы. Он был похоронен в Fernhill Memorial Gardens and Mausoleum в Стюарте, штат Флорида.